# Sven (riddarväsen)
Sven var inom riddarväsendet benämning på person tillhörande en klass av adelsståndet som stod närmast under riddarna.
För att nå riddarvärdighet krävdes en särskild uppfostran som började med tjänstgöring som page eller "småsven". Därefter anställdes den adlige ynglingen som väpnare eller "sven" hos sin länsherre eller någon annan framstående krigare, vid vars hov han fick öva sig i ridderliga idrotter och lära sig att uppföra sig på ett belevat sätt. Under krig skulle han hjälpa sin herre med vapen och stridshäst och fick också själv i hans följe deltaga i striden. Även väpnaren bar vapenrustning, men under det att riddarna använde gyllene sporrar, hade väpnarna till utmärkelsetecken silversporrar. Efter avslutad väpnartjänst var tiden inne för att bli riddare.